# Kabinett Pohiva Tuʻiʻonetoa
Das Kabinett Pohiva Tuʻiʻonetoa wurde in Tonga am 27. September 2019 von Premierminister Pohiva Tuʻiʻonetoa gebildet. Pohiva Tuʻiʻonetoa löste Premierminister Semisi Sika ab. Am 27. September 2019 wurde Tu'i'onetoa mit fünfzehn gegen acht Stimmen vom Parlament (Fale Alea) zum Premierminister gewählt. Er wurde offiziell von König Tupou VI. am 9. Oktober 2019 inauguriert. Er gab seine Kabinettsbestellungen am 10. Oktober bekannt. Am 12. Januar 2021 überstand Tu'i'onetoa eine Vertrauensabstimmung im Parlament mit dreizehn gegen neun Stimmen.
Dem Kabinett gehören folgende Minister an:
| Amt | Amtsinhaber         | Amtszeit           |
| --- | ------------------- | ------------------ |
| Premierminister Außenminister | Pohiva Tuʻiʻonetoa  | 27. September 2019 |
| Stellvertretender Premierminister Minister für Verteidigung und Streitkräfte Minister für Ländereien, Landvermessung und Naturkatastrophen | Lord Ma’afu         | 27. September 2019 |
| Minister für Finanzen und Nationale Planung                                                                                                | Tevita Lavemaau     | 27. September 2019 |
| Minister für Bildung und Ausbildung | Hu’akavameiliku     | 27. September 2019 |
| Minister für Meteorologie, Energie, Information Katastrophenmanagement, Umwelt, Klimawandel und Kommunikation                              | Poasi Tei           | 27. September 2019 |
| Infrastrukturministerin | ’Akosita Lavulavu   | 27. September 2019 |
| Minister für Justiz und Strafvollzug | Samiu Kuita Vaipulu | 27. September 2019 |
| Polizeiminister | Lord Nuku           | 27. September 2019 |
| Minister für Landwirtschaft, Forsten, Ernährung und Fischerei                                                                              | Lord Tu’ilakepa     | 27. September 2019 |
| Minister für Inneres, Jugend und Beschäftigung                                                                                             | Vatau Hui           | 27. September 2019 |
| Gesundheitsministerin | ’Amelia Tu’ipulotu  | 27. September 2019 |
| Minister für Handel und wirtschaftliche Entwicklung                                                                                        | Tatafu Toma Moeaki  | 27. September 2019 |